# Costabrimma
Genre
Costabrimma est un genre d'opilions laniatores à l'appartenance familiale incertaine.

## Distribution
Les espèces de ce genre sont endémiques du Costa Rica.

## Liste des espèces
Selon World Catalogue of Opiliones (25/10/2021) :
- Costabrimma cruzensis Goodnight & Goodnight, 1983
- Costabrimma nicoyensis Goodnight & Goodnight, 1983
- Costabrimma terrena Goodnight & Goodnight, 1983

## Publication originale
- Goodnight & Goodnight, 1983 : « Opiliones of the family Phalangodidae found in Costa Rica. » The Journal of Arachnology, vol. 11, no 2, p. 201–242 (texte intégral).